# Kesbewa Division
Kesbewa Division är en division i Sri Lanka.   Den ligger i distriktet Colombo District och provinsen Västprovinsen, i den sydvästra delen av landet, 17 km sydost om huvudstaden Colombo. Antalet invånare är 244 062.